# Kumepagurus kaikata
Kumepagurus kaikata — вид ракоподібних родини Paguridae. Описаний у 2020 році. Вид поширений на схилах підводної гори Каїката в Ідзу-Оґасаварсько-Маріанській дузі в північно — західній частині Тихого океану.